# Dies irae

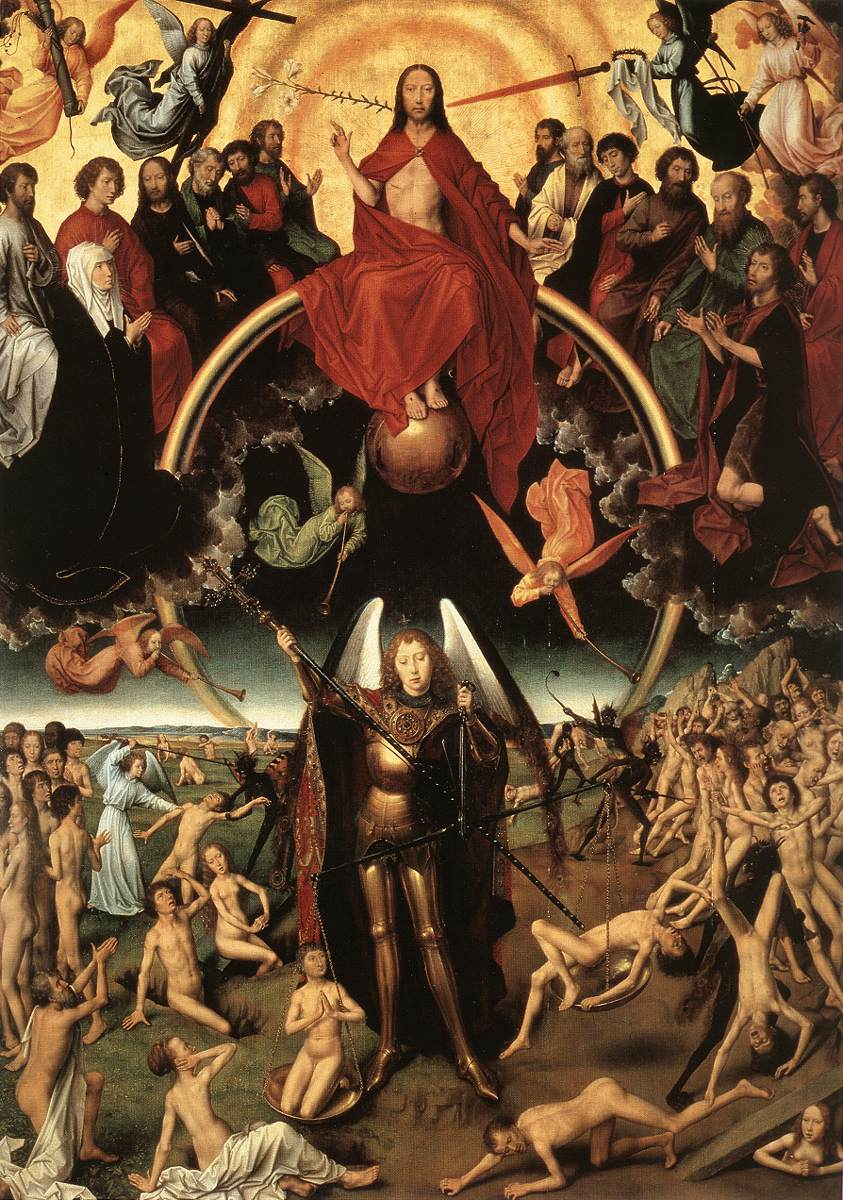
«Страшный суд» (1473) — центральная часть триптиха Мемлинга в Гданьске (Поморский музей)

Dies irae (лат., букв. «день гнева», имеется в виду день Страшного суда) — секвенция в католической мессе, один из самых популярных доныне григорианских распевов.

## Краткая характеристика
Автором текста Dies irae считается францисканский монах Фома Челанский (XIII в.). Автор музыки неизвестен.  Dies irae — один из самых известных григорианских распевов, широко использовался на протяжении столетий в музыке профессиональных композиторов. В тексте секвенции описывается Судный день. Заключительные стихи символизирует восхождение душ людей к Божественному трону, где праведники будут избраны для наследования рая, а грешники — низвергнуты в геенну огненную.
Секвенция Dies irae включалась в обиходные книги католиков начиная со времён Тридентского собора вплоть до Второго Ватиканского собора. В новое чинопоследование мессы (1970) она не включена.

## Мелодия

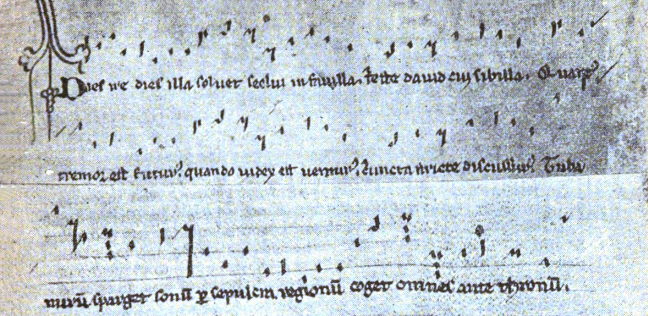
Древнейшая рукопись мелодии (с текстом) «Dies irae», нотированной беневентанскими невмами на нотоносце (3 или 4 линейки); показаны три начальные строфы. Источник: Национальная библиотека Неаполя, VI.G.38. Дата: середина XIII в.

Автор и датировка музыки неизвестны. По (устаревшей) научной традиции «композитором» считается Адам Сен-Викторский (ум. 1146). Мелодия «Dies irae» впервые регистрируется в южноитальянском миссале (в секции заупокойной мессы), который датируется серединой XIII в. (см. цифровое факсимиле фрагмента). В широкое употребление в католической заупокойной мессе секвенция «Dies irae» вошла не ранее конца XV века. Тем же временем датируются первые полифонические обработки мелодии (и текста).

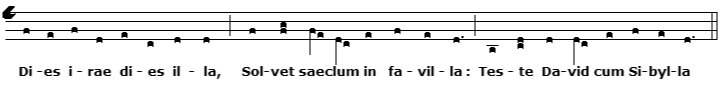
«Dies irae» в стандартной (принятой во всех певческих книгах) квадратной нотации (показана первая строфа)

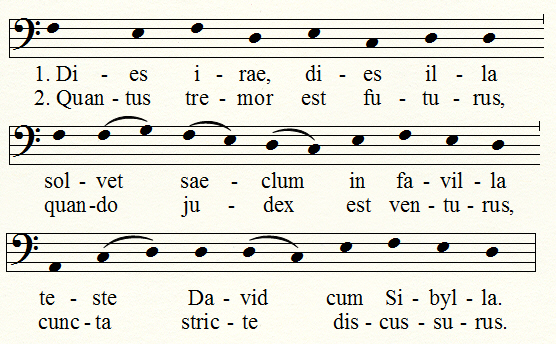
Расшифровка «Dies irae» в классической 5-линейной нотации (фрагмент)

## Текст
Одним из источников текста Фомы Челанского признаётся отрывок из (ветхозаветного) пророка Софонии, в версии Вульгаты:
Dies irae, dies illa, dies tribulationis et angustiae, dies calamitatis et miseriæ, dies tenebrarum et caliginis, dies nebulae et turbinis, dies tubae et clangoris super civitates munitas et super angulos excelsos. (So 1:15-16)
День гнева — день сей, день скорби и тесноты, день опустошения и разорения, день тьмы и мрака, день облака и мглы, день трубы и бранного крика против укрепленных городов и высоких башен. (Соф. 1:15, 16)
| Dies irae, dies illa solvet saeclum in favilla teste David cum Sibylla Quantus tremor est futurus quando judex est venturus cuncta stricte discussurus Tuba mirum spargens sonum Per sepulcra regionum, Coget omnes ante thronum. Mors stupebit et natura Cum resurget creatura judicanti responsura Liber scriptus proferetur in quo totum continetur unde mundus judicetur Judex ergo cum sedebit quidquid latet apparebit nil inultum remanebit Quid sum miser tunc dicturus quem patronum rogaturus cum vix justus sit securus? Rex tremendae majestatis, qui salvandos salvas gratis, salva me, fons pietatis. Recordare, Jesu pie, quod sum causa tuae viae: ne me perdas illa die. Quaerens me sedisti lassus; redemisti crucem passus. Tantus labor non sit cassus. Juste Judex ultionis donum fac remissionis ante diem rationis. Ingemisco tanquam reus: culpa rubet vultus meus. supplicanti parce, Deus. Qui Mariam absolvisti et latronem exaudisti, mihi quoque spem dedisti. Preces meae non sunt dignae, sed tu bonus fac benigne, ne perenni cremer igne. Inter oves locum praesta et ab haedis me sequestra, statuens in parte dextra. Confutatis maledictis flammis acribus addictis, voca me cum benedictis. Oro supplex et acclinis cor contritum quasi cinis, gere curam mei finis. Lacrimosa dies illa qua resurget ex favilla judicandus homo reus. huic ergo parce, Deus. Pie Jesu Domine, dona eis requiem. Amen. | День гнева, тот день, повергнет мир во прах, по свидетельству Давида и Сивиллы. О, каков будет трепет, когда придёт Судия, который всё строго рассудит. Трубы чудесный звук разнесется По могилам [всех] стран, Созывая всех к престолу. Смерти не будет, застынет природа, когда восстанет творенье, дабы держать ответ перед Судящим. Будет вынесена написанная книга, в которой содержится всё, по ней мир будет судим. Итак, когда Судия воссядет, всё сокрытое станет явным: ничто не избегнет наказания. Что тогда скажу я, несчастный, кого попрошу в защитники, когда даже праведник не будет в безопасности? Царь устрашающего величия, спасающий достойных спасения, спаси меня, источник милости. Вспомни, милостивый Иисусе, что я — причина Твоего пути: не губи меня в тот день. В поисках меня Ты изнемог; Ты искупил меня страданиями на кресте. Да не будет жертва напрасной. О, справедливый Судья мщения, даруй мне отпущение [грехов] перед судным днём. Я воздыхаю подобно преступнику: вина окрашивает мое лицо. Пощади молящего, Боже. Ты освободил Марию и внял разбойнику, а мне дал надежду. Мои мольбы недостойны, но Ты, добрый, яви щедрость, чтобы не сжёг меня вечный огонь. Предоставь мне место среди овец, а от козлищ меня отдели, поставь меня одесную. Уличив злословных, предав их палящему пламени, призови меня с благословенными. Молю, коленопреклоненный, рассыпалось сердце в прах, яви заботу о моем конце. Плачевен тот день, когда восстанет из праха для суда грешный человек, так пощади его, Боже! Милосердный Господи Иисусе, даруй им покой! Аминь. | День суда и воздаянья в прах повергнет мирозданье. То — Сибиллы предвещанье. Что за трепет в души снидет в час, как Судия приидет, все рассудит, все увидит. Пробужденный трубным звоном, бросит мир свой гроб со стоном и, дрожа, падет пред троном. Смерть сама оцепенеет, Тварь, восставши, онемеет. Кто ответ держать посмеет? В вещей хартии Вселенной снова узрит мир смятенный каждый миг запечатленный. Судия воссядет в славе, все, что в тайне, станет въяве, всем воздать Он будет вправе. Что реку в тот час у трона? В ком найду себе патрона? Лишь безгрешным оборона! Царь, меня в тот день проклятий сопричти к блаженных рати, о источник благодати! О, не я ли безрассудный влек Тебя стезею трудной? Не покинь раба в День Судный! Ты за наше искупленье шел на крест и посрамленье! Этим мукам нет забвенья. Я молю, тоской объятый, Судия и Царь, раба Ты отпусти до дня расплаты! О, Господь и Царь верховный! Возрыдал я, столь греховный, рдеет кровью лик виновный. Ты, Марию оправдавший, на кресте злодею внявший, укрепи мой дух отпавший! Эти крики дерзновенны, Ты же, благостный, смиренный, вырви дух мой из геенны! Да от козлищ отойду я, да средь агнцев обрету я жребий, ставши одесную! Низвергая осужденных, острым пламенем зажженных, дай мне быть среди блаженных! Приими мой дух истлевший, изболевший, оскудевший, в час последний оробевший! Слезным День тот Судный станет, как из праха вновь воспрянет человек, но в час отмщенья, Боже, дай ему прощенье, Иисус и Царь благой, вечный дай ему покой! Аминь! |

## Рецепция

### В академической музыке
Текст «Dies irae» использовался композиторами XVI—XXI веков, часто в составе реквиема. Для светских композиторов XIX—XX веков более характерно использование начальной мелодической фразы секвенции в свободном инструментальном контексте, в значении «общепризнанного» образа смерти. Среди композиторов (по алфавиту; звёздочкой отмечены случаи использования фрагмента мелодии секвенции, двумя — спорные случаи)
- Алькан — Этюд ми-бемоль минор op. 15/3 «Morte» («Смерть»)
- Берлиоз — Фантастическая симфония (финал)*
- Бибер — Реквием ля мажор[уточнить]
- Брамс — Интермеццо es-moll, op. 118 № 6**
- Брюмель — Заупокойная месса (первое использование текста в многоголосной музыке)
- Верди — Реквием[уточнить]
- Томас Луис де Виктория — Заупокойная месса[уточнить]
- Воан-Уильямс — Пять тюдоровских портретов (№ 4)*
- Глазунов — оркестровая сюита «Из Средних веков» (ч. II)*
- Даллапиккола — Песни заточения (Canti di prigionia)
- Дворжак — Реквием[уточнить]
- П. М. Дэвис — Saint-Michael Sonata
- Дюрюфле — Реквием[уточнить]
- Изаи — Соната № 2 для скрипки соло (ч. I,II, IV)*
- Кабалевский — Кола Брюньон (опера)[уточнить]
- Керубини — Реквием[уточнить]
- Лигети — Реквием
- Лист — Пляска смерти*
- Люлли — Dies irae (большой мотет)
- Малер — «Das klagende Lied»**
- Метнер — Фортепианный квинтет (ч. I, II)*
- Моралес — Заупокойная месса[уточнить]
- Моцарт — Реквием[уточнить]
- Мусоргский — «Песни и пляски смерти»*
- Мясковский. Соната № 2 для фортепиано fis-moll*, Симфония № 6 (финал)*
- Окегем — Плач на смерть Беншуа* (мотет; впервые в истории)
- Онеггер — Пляска мёртвых (оратория)
- Пендерецкий — Dies irae; Польский реквием
- Прокофьев, Сергей Сергеевич — Peregrinus expectavi (кантата Александр Невский)**
- Пярт — Miserere
- Раутаваара — Реквием наших дней[уточнить]
- Рахманинов — Рапсодия на тему Паганини*, Концерт для фортепиано с оркестром № 4 (ч. III), «Остров мертвых»*, «Симфонические танцы» (финал)*, Соната для фортепиано № 1 (ч. III), Этюды-картины op.39 № 2*, № 3**, Сюита для двух фортепиано № 2 op.17 — «Вальс»**, Прелюдия op.32 № 12*, Симфония № 1 (ч. I, II, IV), Симфония №2 (ч. II, III, IV), Симфония №3 (ч. III)
- Регер — Латинский реквием[уточнить]
- Респиги — Бразильские впечатления для оркестра (Impressioni brasiliane: № 2 «Butantan»)*
- Сен-Санс — Пляска смерти*, Симфония № 3
- Сорабджи ― Opus archimagicum (8 часть) и Циклическая последовательность
- Тищенко — балет «Ярославна»
- Форе — Реквием
- Фукс — Императорский реквием[уточнить]
- Хачатурян — Симфония № 2 (ч. III)*
- Циммерман — Солдаты (вступление к опере)
- Чайковский — Симфония «Манфред»*[уточнить]
- Шарпантье — «Messe pour les Trépassés», «Messe des morts», «Prose des Morts»
- Шостакович — Сюита из музыки к трагедии Шекспира «Гамлет», op. 32a (сцена похорон Гамлета)*, Благоразумие (Пять романсов на слова из журнала «Крокодил», op. 121 № 3)*

### В неакадемической музыке
- Жак Брель — песня «La mort»
- Мишель Сарду — песня «L’An mil»
- Оргия Праведников — «Rex»
- Хор Libera — «Dies Irae»
- Aeternitas — Dies Irae
- Agathodaimon — Dies Irae
- Apashe, Black Prez - Dies Irae
- Autumn Tears — Dies Irae
- Believer — Dies Irae
- Beyond the Black — Dies Irae
- Dark Moor — Dies Irae
- Devil Doll (orchestrations by mr. Doctor) — Dies Irae
- Dissection — Starless Aeon
- Dope Stars Inc. — Lies Irae
- Canta u Populu Corsu — «I Ghjuvanali»
- Elderblood — Dies Irae
- Ennio Morricone — Dies Irae Psichedelico
- Epica — Dies Irae (Giuseppe Verdi cover)
- Eurielle — City of The Dead
- Gae Bolg — Dies Irae
- Helga Pogatschar — Sequentia
- Helium Vola — Dies Ire
- Hubert-Félix Thiéfaine — песня «22 mai»
- Juno Reactor — Conquistador I
- Les Frères Jacques — поэма «Jour de colère» (Francis Blanche) на музыку de Lecca
- Mago de Oz — Dies Irae
- Mantus — Dies Irae
- Necropolis (game Heroes of Might and Magic 3) (Music — Paul Anthony Romero, Arrangement — Mateusz Alberski, Lyrics Arrangement — Mateusz Alberski, Karol Augustyniak)[3]
- Paul Romero, Rob King — Heroes of Might and Magic V: Лейтмотив Саундтрека
- Radiohead — Myxomatosis
- Rage — Dies Irae
- Rhapsody Of Fire — Reign of terror
- Rotting Christ-Dies Irae
- Schwarzer Engel — Der Zorn Gottes
- Shanandoa — Dies Irae
- Stars Crusaders — Hellmouth
- The Enid — The Last Judgement
- The Hunchback of Notre Dame (1996), Alan Menken, Stephen Schwartz — "The Bells of Notre Dame", "Paris Burning", "And He Shall Smite the Wicked"
- Therion — Dies Irae (Mozart, from Reqiuem)

### В кинематографе
- Dies irae (немного измененная версия) была использована в фильме Годзилла 1954 года, после чего данный мотив стал визитной карточкой франшизы.
- Dies irae (в оркестровке Венди Карлос) — лейттема фильма С.Кубрика «Сияние».
- Dies irae — использовалась в фильме С.Кубрика «Заводной апельсин».
- Dies irae (Моцарт — Реквием) — использовалась в фильме «Амадей».
- В фильме «В постели с врагом» главный антагонист является поклонником Фантастической симфонии Берлиоза, особенно финала в виде темы Dies irae.
- Начало темы Dies irae было использовано в фильме «Необратимость» Гаспара Ноэ, до старта вступительных титров.
- Dies irae (Верди — Реквием) — использовалась в фильме «Безумный Макс: Дорога Ярости».
- Финальная часть Dies irae использовать в японском аниме-сериале D. Gray-man (1-й сезон, 5-й эпизод) в качестве колыбельной умирающему персонажу.
- Dies irae — название визуальной новеллы (2007 год), а также аниме-сериала (2017 год).
- Dies irae (Верди — «Реквием») — вступительная тема фильма «Королевская битва».
- Dies irae (Death Note Theme) использовалась в японском аниме-сериале Death Note.
- Dies irae использовалась в качестве лейттемы конкистадоров в мультфильме «Дорога на Эльдорадо» (2000) от DreamWorks Animation.
- Песня «Your Idol» группы Saja Boys из анимационного фильма «Кейпоп-охотницы на демонов» начинается со слегка изменённых первых строчек этого песнопения.